# Фрайле-Муэрто
Фрайле-Муэрто (исп. Fraile Muerto) — город на северо-востоке Уругвая, в департаменте Серро-Ларго.

## География
Расположен примерно в 38 км к юго-западу от административного центра департамента, города Мело. Через город проходит автомобильная дорога № 7. Абсолютная высота — 110 метров над уровнем моря.

## История
Был основан 3 января 1908 года с названием Фруктуосо-Мациотта. 17 июля 1918 года получил статус села (Pueblo) и был переименован во Фрайле-Муэрто. 19 декабря 1957 года получил статус малого города (Villa).

## Население
Население по данным на 2011 год составляет 3168 человек.
| Год  | Население |
| ---- | --------- |
| 1908 | 3922      |
| 1963 | 2576      |
| 1975 | 2468      |
| 1985 | 2903      |
| 1996 | 3214      |
| 2004 | 3229      |
| 2011 | 3168      |

Источник: Instituto Nacional de Estadística de Uruguay